# جيم بويد (لاعب هوكي الجليد)
جيم بويد هو لاعب هوكي الجليد كندي، ولد في 4 يونيو 1949 في كالغاري في كندا.

## وصلات خارجية
- جيم بويد على موقع EliteProspects.com (الإنجليزية)
- جيم بويد على موقع HockeyDB.com (الإنجليزية)